# Min Shan
Min Shan eller Minbjergene (kinesisk: 岷山; pinyin: Min Shan) er en bjergkæde i det centrale Kina. Den forløber i grove træk fra nord til syd gennem det nordlige Sichuan (dvs. den østlige del af det autonome præfektur for Ngawa tibetanere og Qiangfolk), de nærliggende områder ved Mianyang og den sydligste del af Gansu. Den største højde findes på Xuebaodingbjerget ("Sneskattop"), der er 5.588 m højt, den næsthøjeste er Lille Xuebaoding ("Lille sneskattop") med 5.443 m.

## Geografi
Minbjergkæden er en sydlig forlængelse af Kunlunbjergene, som adskiller dalstrøgene langs to af Sichuans floder: Minjiang (mod vest) og Jialing (mod øst). Begge floder løber mod syd, og de er bifloder til Yangtze.
Minbjergene er også en del af et større bjergområde:
- Amne Machin: Kæden, som ligger langt mod vest, kendt af fortidens kinesere som Jishibjerget (積石山, 积石山, Jīshíshān), der er en del af Kunlunbjergene.
- Xiqingbjergene (西倾山): Den nordlige kæde.
- Qionglaibjergene: Den midterste del af kæden vest for Minfloden.
- Motianbjergene: Den østligste udløber, som hænger sammen med Daba Shan.

## Historie
Ifølge Shiji, trængte Xia-dynastiet over denne bjergkæde så tidligt som 2000 f.Kr.
Lazikoupasset, et sted med strategisk betydning under den Lange March, gennemskærer Minbjergene og forbinder det nordvestlige Sichuan med det sydlige Gansu.

## Økologi
Det karakteristiske økosystem i Minbjergene og Qionglai Shan (som ligger længere mod vest, adskilt fra Minbjergene af Minflodens dal) beskrives af World Wildlife Fund som Qionglai-Minshan conifer forests.
Vigtige mål i Minbjergene for turisme og naturbevarelse omfatter Jiuzhaigou-dalen, et naturreservat i Jiuzhaigou amt og Huanglong i Songpan amt. De er begge opført på UNESCOs Verdensarvsliste.